# Praia de Aruana (Sergipe)
A Praia de Aruana está localizada na Zona Sul de Aracaju, em Sergipe, e fica apenas 5 minutos de carro saindo da Orla de Atalaia. Na região, há diversos bares e restaurantes prontos para receber sergipanos e turistas.

## Descrição
Por meio da Rodovia José Sarney, quem sai da Passarela do Caranguejo, tem na Aruana a primeira praia ao longo da estrada. Apresenta linda paisagem, cercada por coqueirais e algumas dunas. Além disso, caracteriza-se pela tranquilidade e opções de degustações em restaurantes e bares, que investem no comércio de frutos do mar, entre eles, caranguejos e ostras.

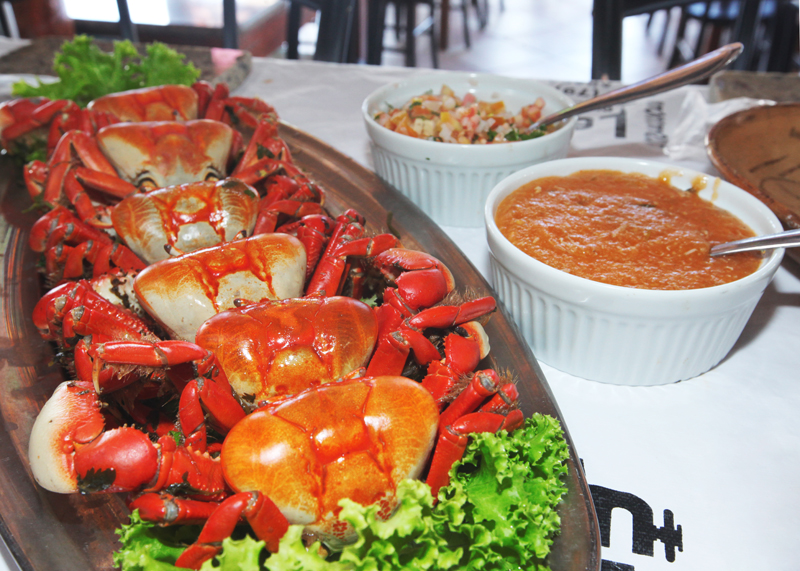
O caranguejo é uma das comidas típicas de Sergipe.

É a praia que reúne a maior quantidade de bares no litoral de Aracaju, locais que também oferecem mais conforto. Muitas famílias com crianças optam por esses locais, por encontrar sombras mais extensas e estrutura melhor, como banheiro, cardápio, parques infantis e atendimento. Ao longo de toda rodovia José Sarney, as opções são incontáveis.

## Localização
A praia da Aruana fica localizada na zona sul da cidade de Aracaju, na região das praias, sendo a segunda praia após passar pela praia de Atalaia e é bem sinalizada.